# Novgorod (cuirassé)
Pour les articles homonymes, voir Novgorod (homonymie).
Le Novgorod (en russe : Новгород) est un cuirassé de la Marine impériale de Russie. Il est l'un des navires les plus insolites jamais construit. Dans la mémoire des marins russes, comme ses sister-ships le Gangut et le Kiev, il reste un mythe, souvent décrit « comme le pire des navires de guerre jamais construit ». La coque de forme circulaire (vue de haut) était destinée à procurer une certaine stabilité pour les armes à feu, mais il se révèle difficile à manœuvrer dans la pratique. Par sa lourdeur, sa lenteur, son manque de maniabilité, le Novgorod est un navire très vulnérable.

## Construction
La construction du Novgorod est supervisée par l'amiral Andreï Alexandrovitch Popov (en). Ce cuirassé reçut une plate-forme stable et fut armé de quelques armes lourdes pouvant opérer sur les eaux côtières.

### La coque du navire

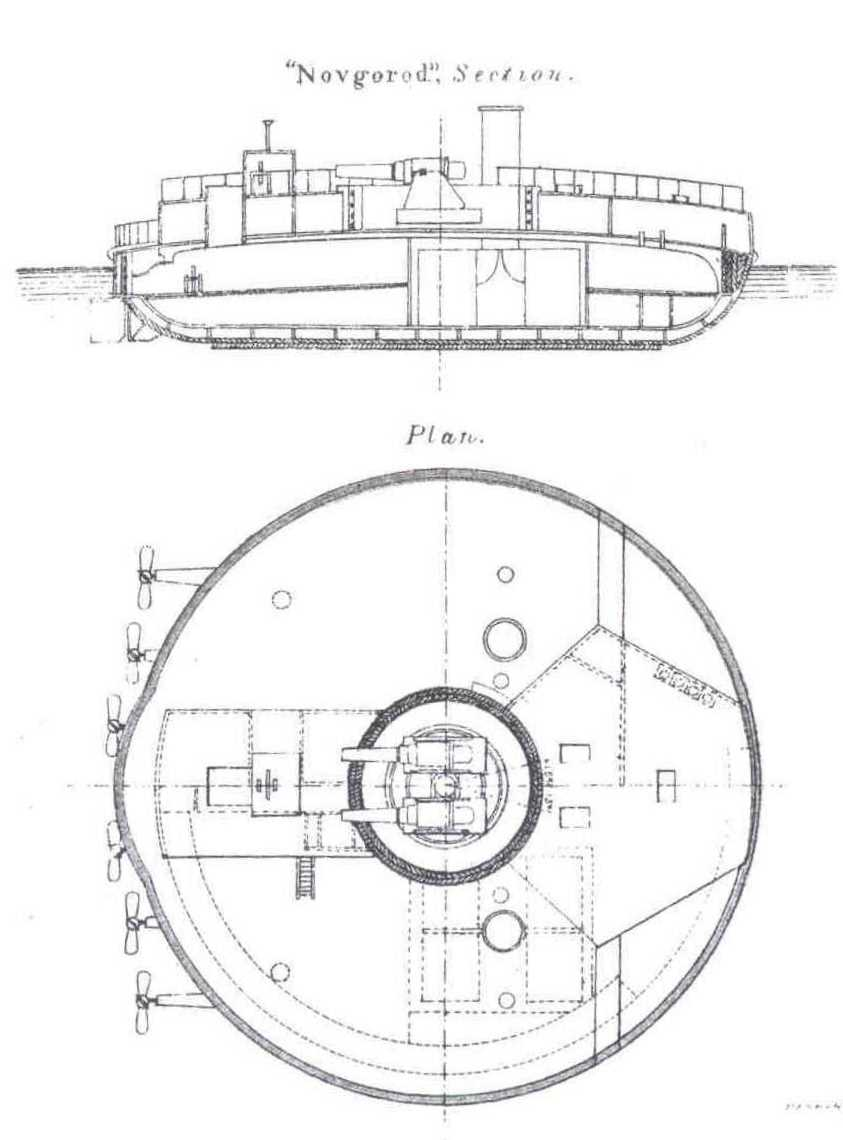
Schéma du Novgorod.

La grande spécificité du Novogorod est sa coque : habituellement les navires sont plus longs que larges, mais celui-ci est circulaire. Il a une longueur et une largeur de 31 mètres. Hormis ses deux cheminées, il est plat et, lors des tempêtes, le pont était submergé.

### Propulsion
Le Novgorod est doté de six machines à vapeur actionnées par huit chaudières. Chaque machine possède sa propre hélice. Chacune de ces machines fournit 560 chevaux, pour une poussée totale de 3 000 chevaux. Les chaudières et les salles des machines occupent la moitié de l'espace intérieur de la coque du navire. Les chaudières sont placées dans deux compartiments distincts. Le navire est barré par un seul homme et pouvait atteindre 6,7 nœuds (12 km/h).

### Armement
Le Novgorod est équipé principalement d'une artillerie. Deux canons de 279 mm par chargement arrière, deux canons de 86 mm et seize canons de 37 mm. Les canons sont placés sur la plate-forme centrale, chaque canon est mobile indépendamment.

### Blindage
Le Novgorod reçoit une ceinture de blindage, les barbettes et l'ancrage des cheminées étant également blindées. La ceinture de blindage était d'une épaisseur de 178 à 229 mm, 457 mm au-dessus de la ligne de flottaison et 1,4 m au-dessous de la ligne de flottaison. La barbette d'une hauteur de 2,02 mètres possédait un blindage de 229 mm. Quant au pont, il fut blindé avec des plaques de fer d'une épaisseur de 6 cm. En outre, le socle de la cheminée, point sensible sur un navire de guerre, bénéficia d'un blindage de 115 mm.

### Utilisation
Le Novgorod est prévu pour la défense côtière. Il navigua principalement à l'embouchure du Dniepr et la mer Noire, son port d'attache est Nikolaïev. Toutefois, lors de la guerre russo-turque de 1877-1878, il sert dans la Flottille du Danube. En 1892, devenu obsolète il est utilisé pour la défense côtière.

### Navire frère
Le Novgorod a un sister-ship le Kiev, plus tard, il est rebaptisé du nom de Vice-Amiral Popov, ce dernier est moins connu que son aîné. Le yacht impérial Livadia est également construit sur le modèle du Novgorod.